# Susanna Roxman
Susanna Roxman, född Pia Susanna Ellinor Roxman 29 augusti 1946 i Stockholm, död 30 september 2015 i Lund, var en svensk engelskspråkig författare, poet och kritiker av skotsk bakgrund.  
Roxman skrev sina första verk på svenska, men bytte till engelska som yrkesspråk. Efter att ha arbetat några år som sekreterare, balettlärare och modemodell, studerade Roxman vid Stockholms universitet, King's College vid London University, Lunds universitet och Göteborgs universitet, där hon fick en filosofie doktorsgrad i litteraturvetenskap. Från 1996 till 2005 ledde hon Centrum för klassisk mytologi vid Lunds universitet. Hon har publicerat flera diktsamlingar samt litteraturkritik. Hennes dikter har också publicerats i litterära tidskrifter världen över. Några av dessa har översatts till arabiska och persiska.
Susanna Roxman är gravsatt på Östra kyrkogården i Lund.